# Ernest Dowson

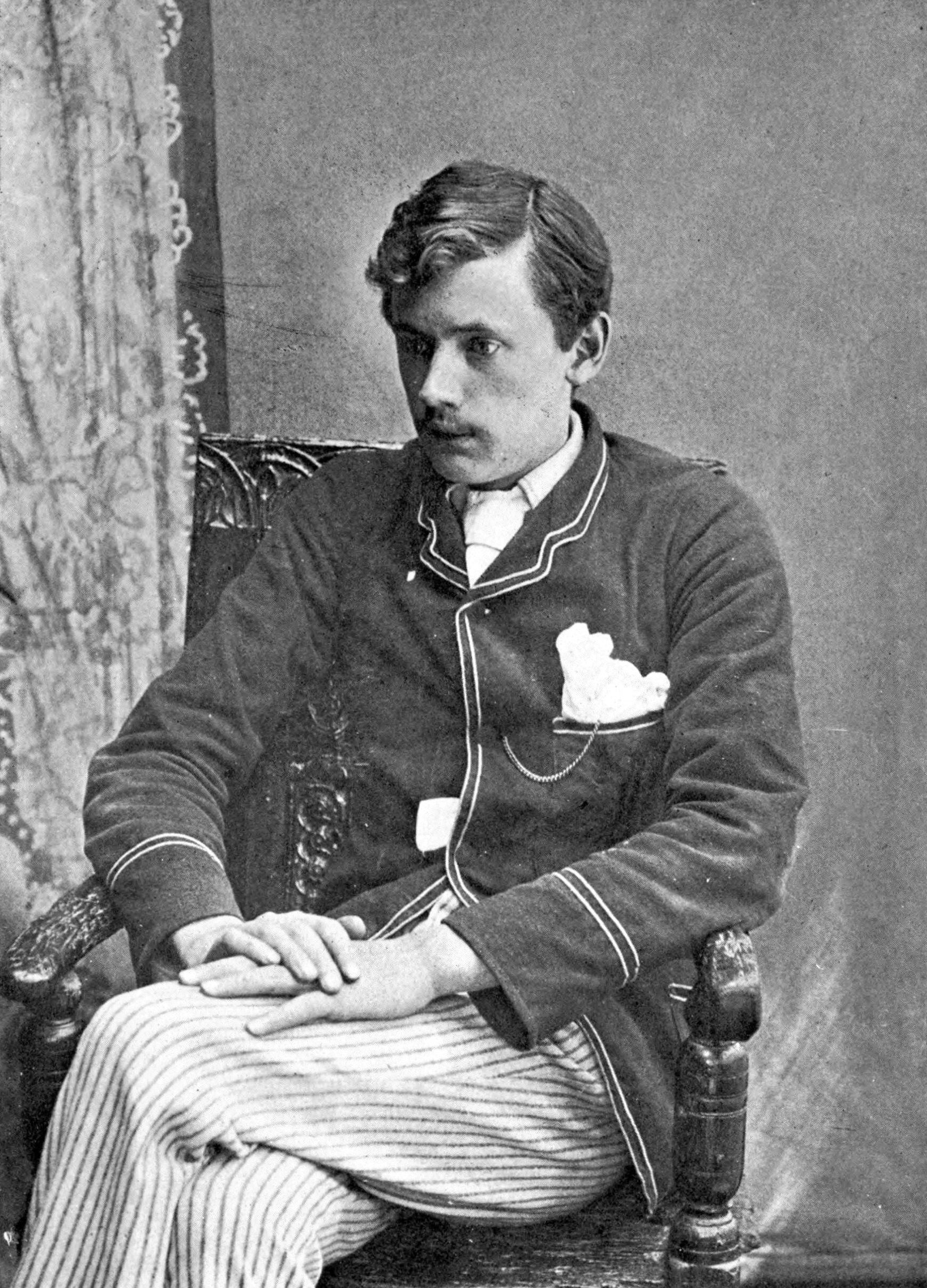
Ernest Dowson.

Ernest Christopher Dowson, född den 2 augusti 1867 i Lee, Kent, död den 23 februari 1900 i Catford, var en engelsk skald.
Dowson vistades en stor del av sitt liv i Frankrike och översatte en del franska verk till engelska. Tillsammans med Arthur Moore skrev han två romaner, A comedy of masks (1893) och Adrian Rome (1899). Utom en samling skisser, Dilemmas (1895), författade Dowson lyriska dikter, samlade i Poems (1905), med biografi av Arthur Symons.